# Horns of the Apocalypse
Horns of the Apocalypse – minialbum amerykańskiego producenta muzycznego Figure, wydany 10 września 2013 roku za pośrednictwem OWSLA.

## Lista utworów
1. "Beast Mode" (feat. Del the Funky Homosapien) - 4:10
2. "Eagle" (feat. Mr. Lif) - 5:09
3. "Super Sonic Brain Waves" (EP Mix) - 4:30
4. "War Call" (feat. Del the Funky Homosapien) - 3:46
5. "Astro" (feat. Nick Thayer) - 3:38
6. "War Call" (Instrumental) - 3:25 (bonusowy utwór na SoundCloud[2])